# Otago University AFC
Der Otago University Association Football Club ist ein neuseeländischer Fußballklub aus Dunedin in der Region Otago.

## Geschichte
Der Klub wurde im Jahr 1939 gegründet und ist an die University of Otago eng angeschlossen. In den 1970er Jahren spielte man in den untersten Ligen und erreichte für ein paar Jahre hin und wieder die Division 2 South. In der Saison 1982 spielte man sogar in der Division 1 South. Danach hielt man sich oberhalb und stieg zum Jahr 2000 in die neue FootballSouth Premier League ein. Zur Saison 2021 rückte man dann auch die neu gegründete Southern League auf und platzierte sich hier am Saisonende auf dem 4. Platz, wodurch man die Qualifikation für die Championship der National League verpasste. Da man die Anforderungen der Liga zur nächsten Spielzeit jedoch nicht erfüllen konnte, zog man sich zur darauffolgenden Spielzeit 2022 wieder in die Premier League zurück.
Im Chatham Cup, gelang es in der Saison 2021 mit dem Einzug ins Viertelfinale das beste Ergebnis bei diesem Wettbewerb zu erzielen.